# La Ventana, Chanal
La Ventana är en ort i Mexiko.   Den ligger i kommunen Chanal och delstaten Chiapas, i den sydöstra delen av landet, 800 km öster om huvudstaden Mexico City. La Ventana ligger 2 358 meter över havet och antalet invånare är 139.
Terrängen runt La Ventana är huvudsakligen kuperad, men den allra närmaste omgivningen är platt. Runt La Ventana är det ganska tätbefolkat, med 72 invånare per kvadratkilometer. Närmaste större samhälle är Chanal, 9,1 km norr om La Ventana. I omgivningarna runt La Ventana växer i huvudsak städsegrön lövskog.